# Františka Slavatová z Meggau
Marie Františka Terezie hraběnka z Meggau (28. října 1609 Vídeň – 22. září 1676 Jindřichův Hradec) byla česká šlechtična z původem srbskolužického rodu pánů z Meggau, provdaná Slavatová z Chlumu a Košumberka, vychovatelka budoucího císaře Leopolda I.

## Život
Františka se narodila 28. října 1609 jako nejmladší z pěti dcer hraběte Linharta z Meggau a jeho manželky Anny z Khuen-Belasi. O výchovu dětí se starala matka, která je vedla ke skromnosti a počestnosti. Velice také dbala na zbožnost, kterou nejvíce vštípila právě nejmladší Františce. Jelikož v mládí byla často nemocná, krátila si dlouhý čas modlitbami.
V roce 1626 se Františka seznámila s Jáchymem Oldřichem Slavatou z Chlumu a Košumberka, jenž byl synem nejvyššího kancléře a českého místodržícího Viléma Slavaty. Dne 16. března 1627 Františka a Jáchym podepsali svatební smlouvu. Vlastní obřad proběhl ve vídeňském kostele sv. Michala a poté se novomanželé odebrali na zámek do Jindřichova Hradce. V roce 1630 se jim narodil první potomek, syn Ferdinand Vilém a další v letech 1634, 1637, 1638, 1641 a 1643. Počátkem května 1645 však Jáchym Oldřich v městečku Bruck an der Mur nečekaně zemřel. Krátce předtím se zotavoval po těžké nemoci, když se k němu donesly zprávy, že Vídeň obléhají Švédové. Vydal se proto na pomoc, ale přecenil své síly, znovu onemocněl a po dvou týdnech zemřel.
Po manželově smrti se Františka s dětmi na rok uchýlila do Pasova ke svému švagrovi Adamu Pavlu Slavatovi. Ten se jí po nějaké době začal dvořit, což Františku překvapilo. Jelikož chtěla dožít ve zbožnosti a nikdy se již neprovdat, Adamovy nabídky odmítla, pro což Adam neměl pochopení. Jeho pokračující dvoření ukončilo až jeho převelení do Vídně. Nedlouho poté obdržela Františka nabídku císařského dvora, Ferdinand III. si ji vybral jako hofmistryni a vychovatelku svého mladšího syna Leopolda. Na císaře zapůsobila jak její zbožnost a pečlivost, tak vážnost, kterou k ní choval její tchán Vilém Slavata. Na tuto nabídku Františka nejprve odpověděla odmítavě, když císaři napsala deset důvodů, proč se této funkce nemůže ujmout. Na první místo postavila povinnost, kterou měla vůči svým dětem:
| „ | [...] zdá se mi nyní, že jsem povinna, abych dítky, jež mi [Pán Bůh] dal, k Jeho cti vychovala, vedouc je, seč jsem, k lásce a bázni Boží, aby časem svým byly na prospěch vrchnosti své i vlasti, ale k tomu bych jsouc u dvora nemohla tak bedlivě přihlížeti. | “ |

Kromě toho nechtěla opustit Telč, kterou si zvolila za své vdovské sídlo. Nakonec však nabízený úřad přece jen přijala a vykonávala jej v letech 1648–1657. O její svědomitosti a odhodlání svědčí její další dochované zápisky:
| „ | Dám si záležeti na vychování syna císařova; nic závadného nenechám bez pokárání, a jestliže pro úřad svůj něco z obvyklých pobožností opomenu, Pán Bůh mi to nahradí! | “ |

S sebou ke dvoru si vzala svého nejmladšího syna Karla Jáchyma, jenž byl jen o několik měsíců mladší než Leopold, takže oba mohli vyrůstat spolu. O její oblíbenosti u Leopolda i u dvora svědčí skutečnost, že ve své funkci zůstala i po roce 1654, když zemřel císařův starší syn Ferdinand a Leopold se stal následníkem trůnu.